# Laureus World Sports Awards 2024

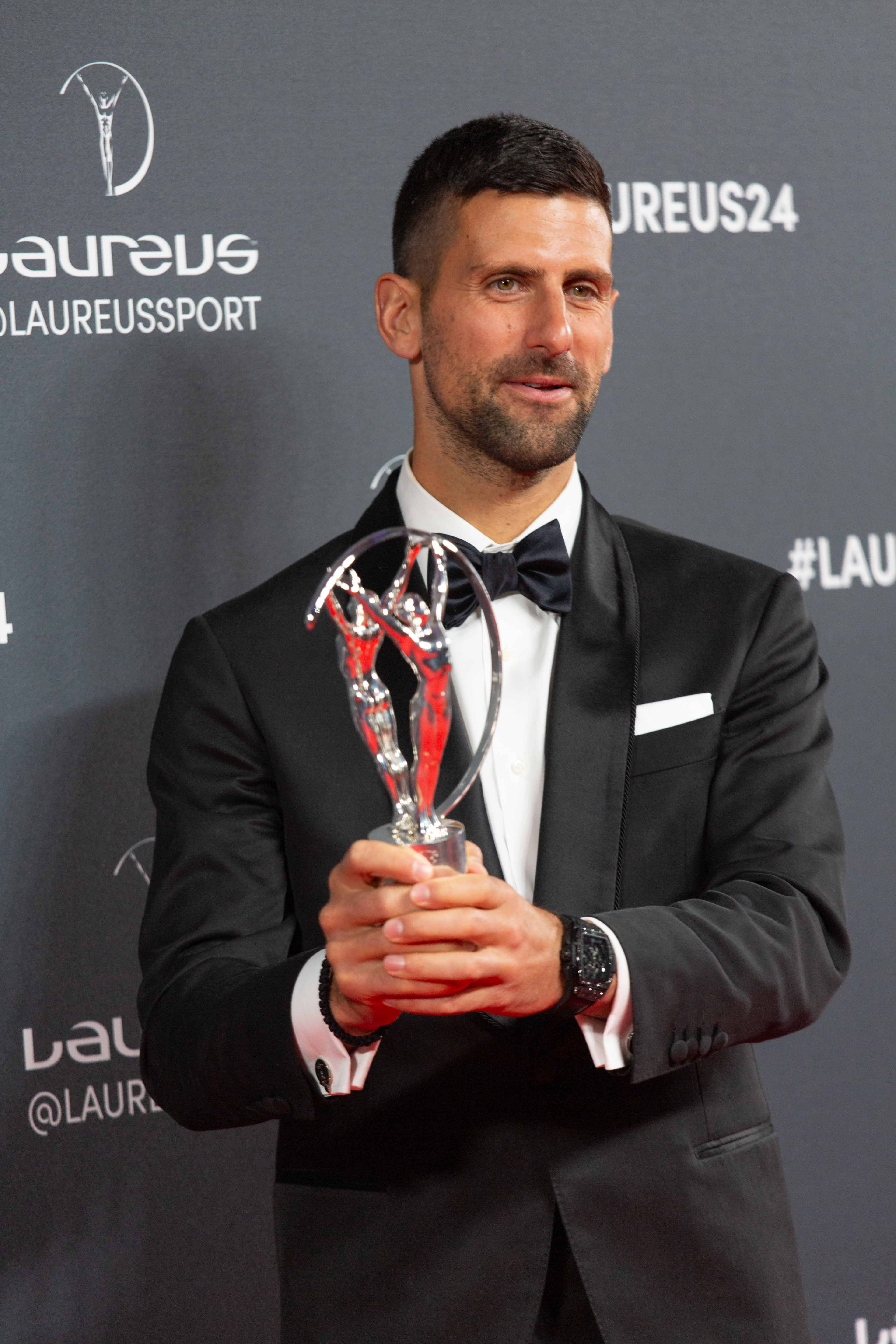
Novak Đoković wurde zum fünften Mal als Weltsportler des Jahres ausgezeichnet

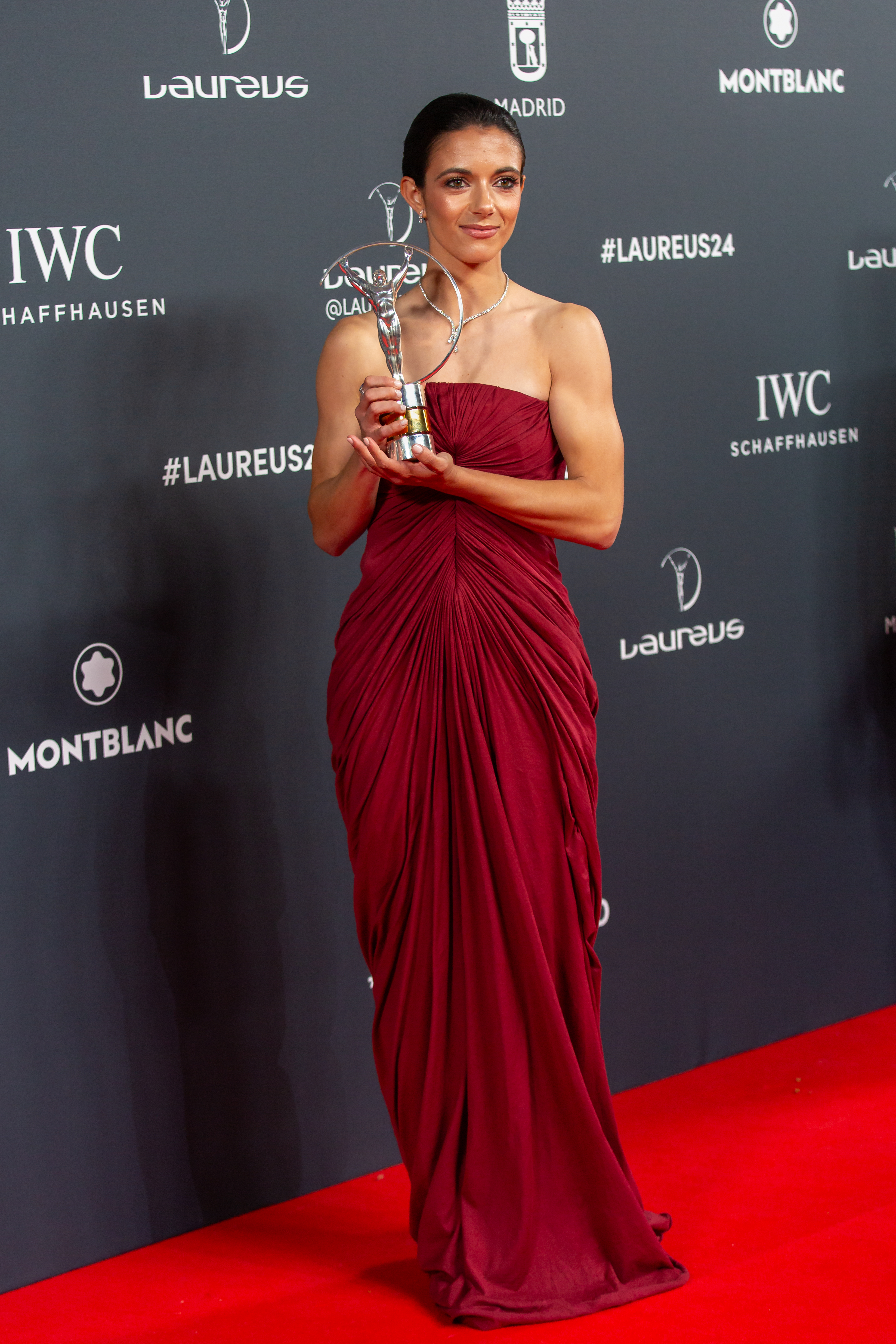
Aitana Bonmatí mit dem Preis für die Weltsportlerin des Jahres

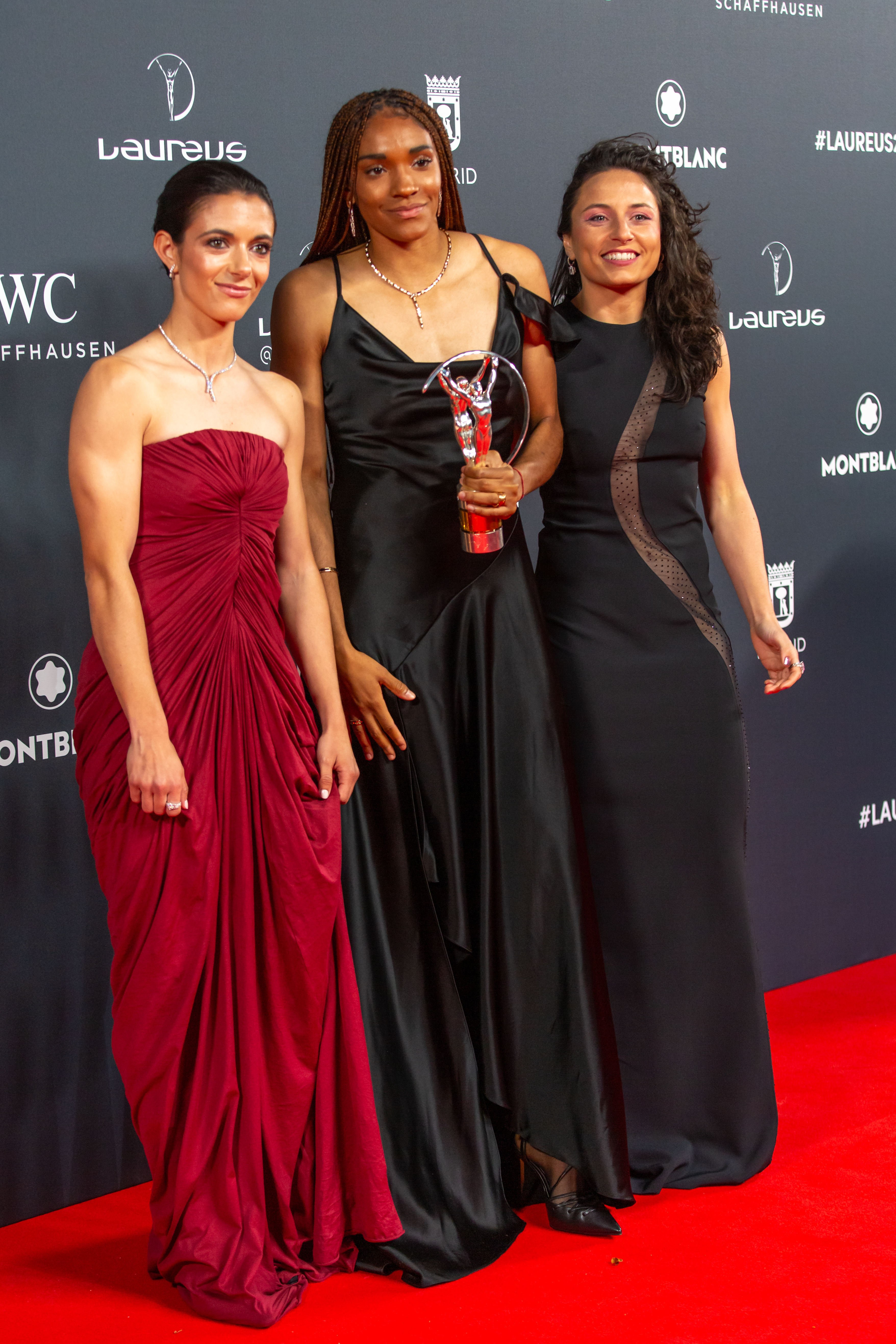
Aitana Bonmatí, Salma Paralluelo und Ivana Andrés nahmen den Preis für die Mannschaft des Jahres entgegen

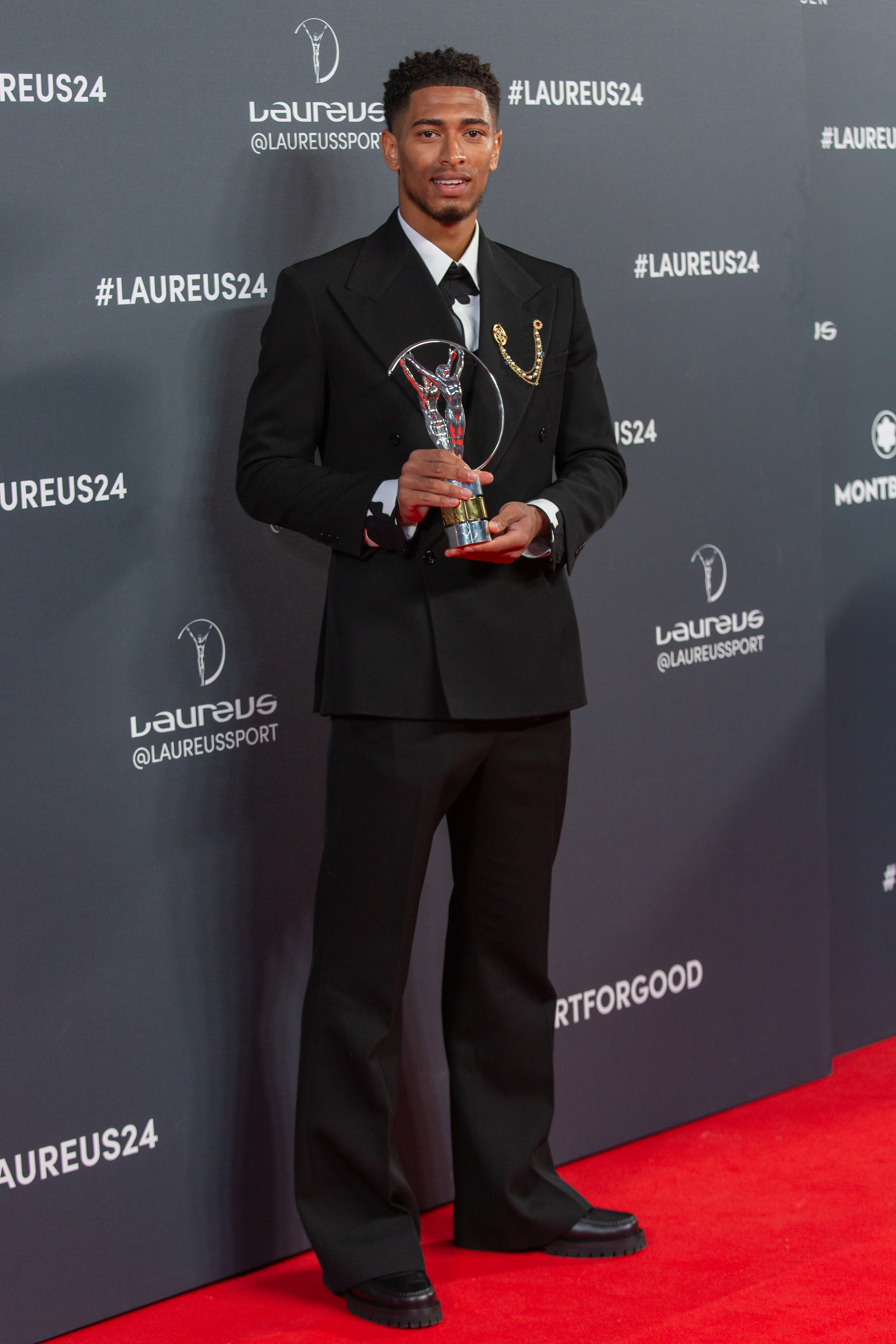
Jude Bellingham gewann in der Kategorie Durchbruch des Jahres

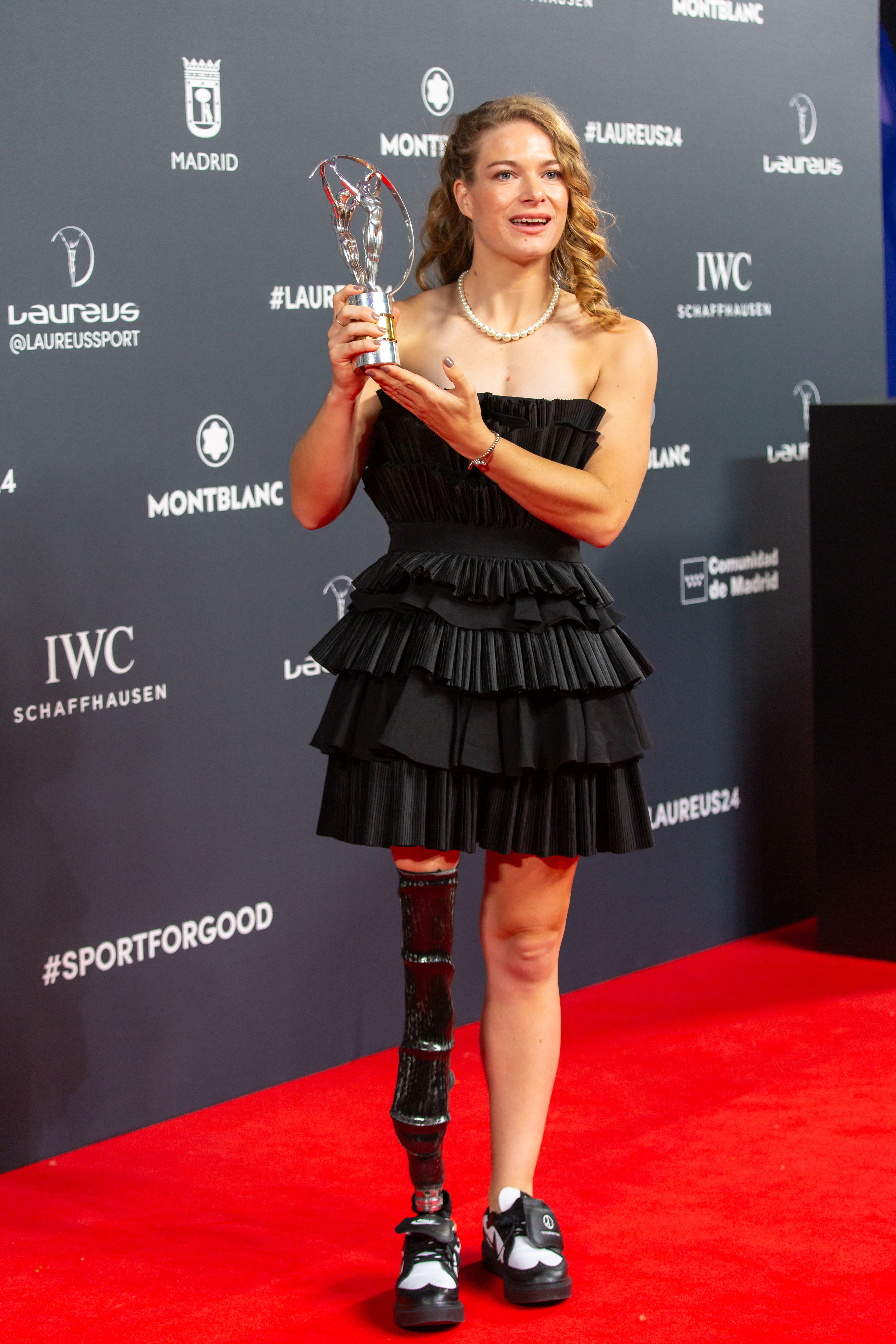
Diede de Groot – Gewinnerin in der Kategorie Behindertensportler des Jahres

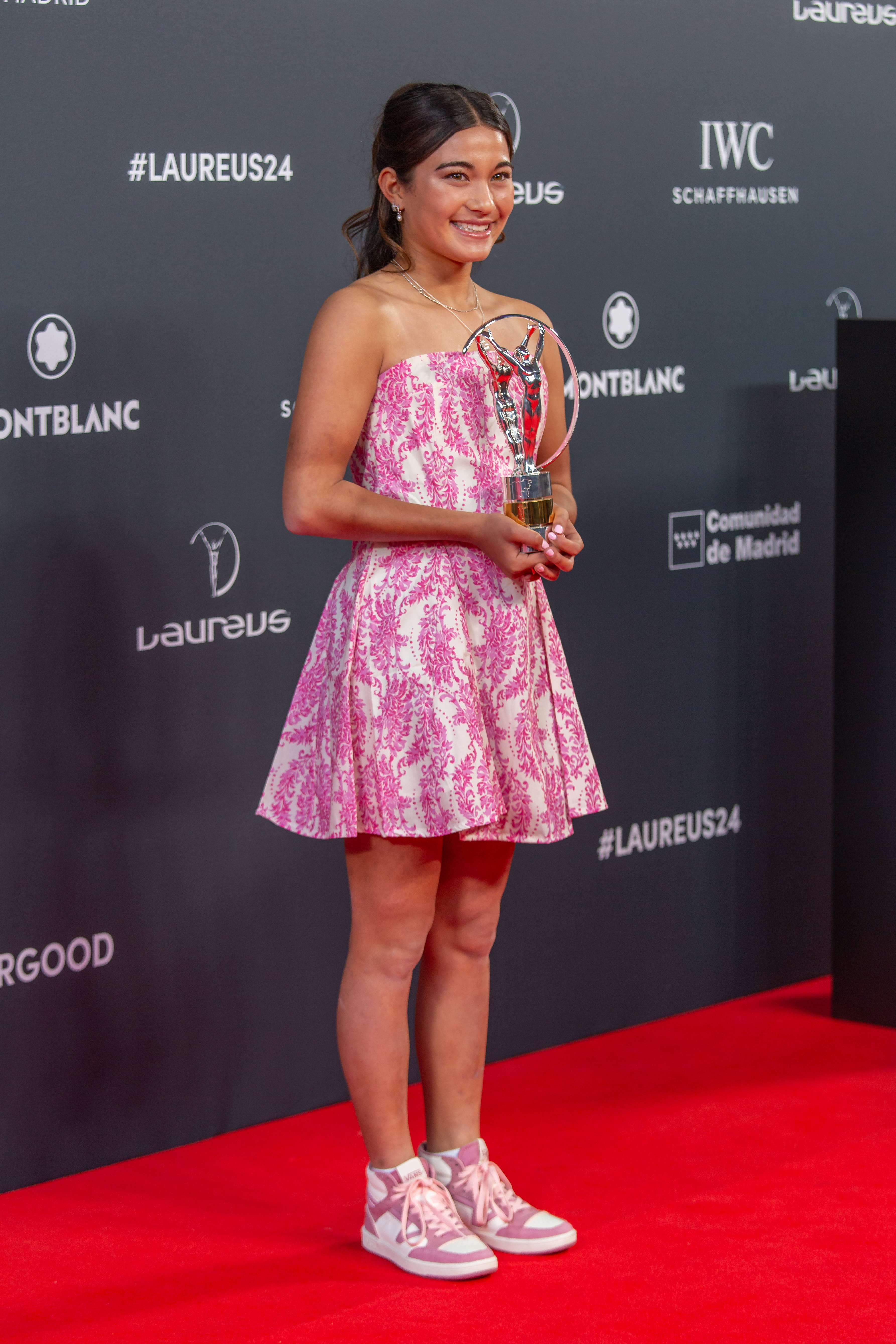
Arisa Trew – Gewinnerin in der Kategorie Action-Sportler des Jahres

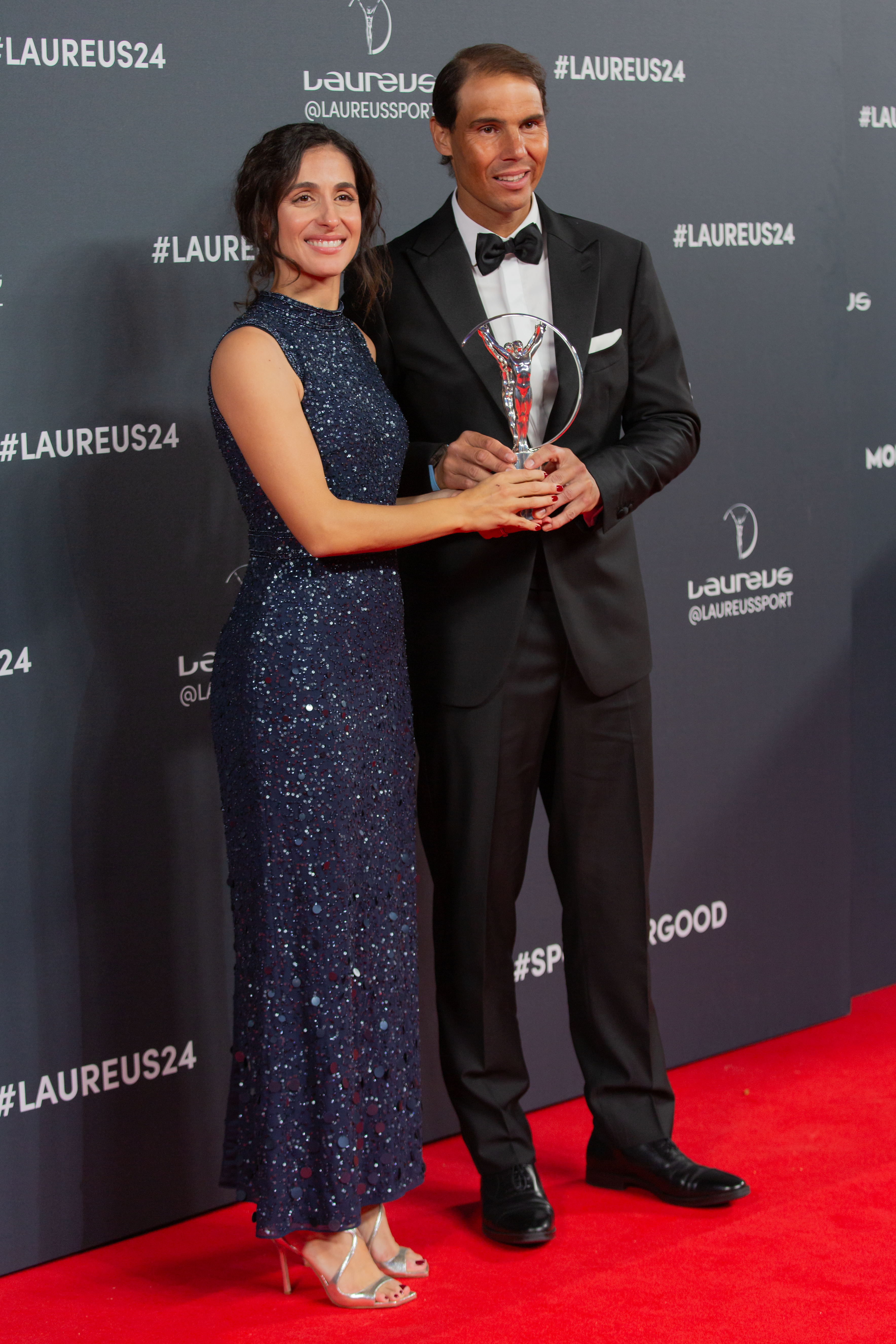
Mery Perelló und Rafael Nadal nahmen den Sport for Good Award für die Fundación Rafa Nadal entgegen

Die 25. Verleihung der Laureus World Sports Awards fand am 22. April 2024 im Palacio de Cibeles in Madrid statt. 
Novak Đoković wurde an diesem Abend zum fünften Mal als Weltsportler des Jahres ausgezeichnet und zog damit mit dem Rekordsieger Roger Federer gleich. Die Trophäe wurde ihm vom siebenmaligen Super-Bowl-Champion Tom Brady überreicht. Die spanische Fußballspielerin Aitana Bonmatí wurde sogar doppelt ausgezeichnet. Sie gewann den Preis in der Kategorie Weltsportlerin des Jahres, überreicht vom jamaikanischen Sprinter Usain Bolt, sowie mit der spanischen Fußballnationalmannschaft der Frauen. Die Auszeichnung Mannschaft des Jahres wurde damit erstmals an ein Team vergeben, das ausschließlich aus Frauen besteht. Zu den Unterlegenen in dieser Kategorie zählte unter anderem die Deutsche Basketballnationalmannschaft der Männer. Auch die anderen deutschsprachigen Nominierten Markus Rehm und Red Bull Racing blieben ohne Auszeichnung.
Den Preis für den Durchbruch des Jahres übergab Carlos Alcaraz an den aktuell für Real Madrid spielenden Jude Bellingham. Die weiteren geschlechtsunabhängigen Preise gewannen die US-amerikanische Turnerin Simone Biles (Comeback des Jahres), die niederländische Rollstuhltennisspielerin Diede de Groot (Behindertensportler des Jahres) und die erst 14-jährige australische Skateboarderin Arisa Trew (Action-Sportler des Jahres). 
Der Laureus Sport for Good Award ging an die Fundación Rafa Nadal, die mit Sport und Bildung über 1000 junge Menschen in wirtschaftlich benachteiligten Gemeinden in Spanien und Indien fördert. Den Preis nahm der Schirmherr des Programms und selbst fünffacher Gewinner des Laureus Awards Rafael Nadal zusammen mit seiner Ehefrau entgegen.

## Preisträger und Nominierte

### Weltsportler des Jahres
Novak Đoković ( Serbien), Tennis
- nominiert:
  - Armand Duplantis ( Schweden), Leichtathletik
  - Erling Haaland ( Norwegen), Fußball
  - Noah Lyles ( USA), Leichtathletik
  - Lionel Messi ( Argentinien), Fußball
  - Max Verstappen ( Niederlande), Automobilsport

### Weltsportlerin des Jahres
Aitana Bonmatí ( Spanien), Fußball
- nominiert:
  - Shericka Jackson ( Jamaika), Leichtathletik
  - Faith Kipyegon ( Kenia), Leichtathletik
  - Sha'Carri Richardson ( USA), Leichtathletik
  - Mikaela Shiffrin ( USA), Ski Alpin
  - Iga Świątek ( Polen), Tennis

### Mannschaft des Jahres
Spanische Fußballnationalmannschaft der Frauen ( Spanien), Fußball
- nominiert:
  - Deutsche Basketballnationalmannschaft der Männer ( Deutschland), Basketball
  - Europäische Ryder-Cup-Mannschaft ( Europa), Golf
  - Manchester City ( Vereinigtes Königreich), Fußball
  - Red Bull Racing ( Österreich), Automobilsport
  - Südafrikanische Rugby-Union-Nationalmannschaft ( Südafrika), Rugby

### Durchbruch des Jahres
Jude Bellingham ( Vereinigtes Königreich), Fußball
- nominiert:
  - Linda Caicedo ( Kolumbien), Fußball
  - Coco Gauff ( USA), Tennis
  - Josh Kerr ( Vereinigtes Königreich), Leichtathletik
  - Salma Paralluelo ( Spanien), Fußball
  - Qin Haiyang ( Volksrepublik China), Schwimmen

### Comeback des Jahres
Simone Biles ( USA), Turnen
- nominiert:
  - Sébastien Haller ( Elfenbeinküste), Fußball
  - Katarina Johnson-Thompson ( Vereinigtes Königreich), Leichtathletik
  - Siya Kolisi ( Südafrika), Rugby
  - Jamal Murray ( Kanada), Basketball
  - Markéta Vondroušová ( Tschechien), Tennis

### Behindertensportler des Jahres
Diede de Groot ( Niederlande), Rollstuhltennis
- nominiert:
  - Simone Barlaam ( Italien), Para-Schwimmen
  - Luca Ekler ( Ungarn), Para-Leichtathletik
  - Nicole Murray ( Neuseeland), Paracycling
  - Markus Rehm ( Deutschland), Para-Leichtathletik
  - Danylo Tschufarow ( Ukraine), Para-Schwimmen

### Action-Sportler des Jahres
Arisa Trew ( Australien), Skateboarding
- nominiert:
  - Rayssa Leal ( Brasilien), Skateboarding
  - Caroline Marks ( USA), Surfen
  - Kirsten Neuschäfer ( Südafrika), Segeln
  - Bethany Shriever ( Vereinigtes Königreich), BMX
  - Filipe Toledo ( Brasilien), Surfen

### Sport for Good Award
Fundación Rafa Nadal ( Spanien)
- nominiert:
  - Bola Pra Frente ( Brasilien)
  - Dancing Grounds ( USA), Tanzsport
  - ISF Cambodia ( Kambodscha), Fußball
  - Obiettivo Napoli ( Italien)
  - Justice Desk Africa ( Südafrika)